# Galla (band)
Galla was een Japanse rockband. De band was actief van 1995 tot 2000 en had een reünie in 2013 die een jaar duurde. Verschillende nummers zijn gebruikt bij de aftiteling van de animeserie Initial D. De nummers キミがいる (Kimi ga iru) afkomstig van het debuutalbum Words from mind en 奇蹟の薔薇 (Kiseki no hana) afkomstig van Para-life werden gebruikt in de aftiteling van verschillende afleveringen.

## Discografie
- Words from mind, 1999
- Para-life, 1999